# SGDC-1 (Satélite geoestacionario de defensa y comunicaciones estratégicas)
El SGDC (Satélite de Defensa Geoestacionaria y Comunicaciones Estratégicas) nombra la serie de Satélites Brasileños, operados por Telebras en conjunto con el Centro de Operaciones Espaciales de la Fuerza Aérea Brasileña. El primer satélite de la serie (SGDC 1) fue lanzado en 2017 desde el puerto espacial de Korou por un cohete Ariane 5 y está operativo, el segundo está planeado y la intención del gobierno brasileño es tener una flota de tres satélites, lanzada en un intervalo aproximadamente cada cinco años.
La adquisición de un satélite para comunicaciones civiles y militares fue una decisión estratégica ya que el país no contaba con satélite propio para la retransmisión de comunicaciones estatales y militares, utilizando bandas satelitales extranjeras sujetas a intercepciones e interrupciones del servicio en una situación de conflicto internacional o que surjan de otros intereses políticos o económicos.
El satélite SGDC-1 opera en las bandas X y Ka, el primero está destinado para uso militar por parte del Ministerio de Defensa mientras que la banda Ka es operada por Telebras para garantizar la seguridad de las redes gubernamentales y ampliar la oferta de banda ancha a regiones aisladas. país. Se espera que el segundo satélite se contrate en breve para su lanzamiento dentro del plazo previsto.

## Especificaciones
- Equipo: 50 transpondedores banda Ka, 7 transpondedores banda X
- Energía: 2 paneles solares desplegables, baterías
- Vida útil: 18 años
- Peso: 5735 kg
- Órbita: geoestacionaria[2]